# 28e cérémonie des Satellite Awards
La 28e cérémonie des Satellite Awards, décernés par l'International Press Academy, a lieu le 3 mars 2024 et récompense les films sortis et les séries télévisées diffusées en 2023.
Les nominations sont annoncées le 18 décembre 2023.

## Palmarès

### Cinéma

#### Meilleur film dramatique
- Oppenheimer
  - Ferrari
  - Killers of the Flower Moon
  - Maestro
  - May December
  - Past Lives – Nos vies d'avant

#### Meilleur film musical ou comédie
- Winter Break (The Holdovers)
  - American Fiction
  - Barbie
  - Dream Scenario
  - Pauvres Créatures (Poor Things)
  - Scrapper

#### Meilleur film d'animation ou multimédia
- Le Garçon et le Héron
  - Élémentaire (Elemental)
  - Mon ami robot (Robot Dreams)
  - Spider man : Across the Spider-Verse
  - Suzume
  - Ninja Turtles: Teenage Years (Teenage Mutant Ninja Turtles: Mutant Mayhem)

#### Meilleure réalisation
- Christopher Nolan – Oppenheimer
  - Greta Gerwig – Barbie
  - Jonathan Glazer – La Zone d'intérêt (The Zone of Interest)
  - Yorgos Lanthimos – Pauvres Créatures (Poor Things)
  - Alexander Payne – Winter Break (The Holdovers)
  - Martin Scorsese – Killers of the Flower Moon

#### Meilleur acteur dans un film dramatique
- Cillian Murphy – Oppenheimer
  - Bradley Cooper – Maestro
  - Leonardo DiCaprio – Killers of the Flower Moon
  - Colman Domingo – Bayard Rustin (Rustin)
  - Franz Rogowski – Passages
  - Andrew Scott – Sans jamais nous connaître (All of Us Strangers)

#### Meilleure actrice dans un film dramatique
- Lily Gladstone – Killers of the Flower Moon 
  - Penélope Cruz – Ferrari
  - Sandra Hüller – Anatomie d'une chute
  - Greta Lee – Past Lives – Nos vies d'avant
  - Carey Mulligan – Maestro
  - Natalie Portman – May December

#### Meilleur acteur dans un film musical ou une comédie
- Paul Giamatti – Winter Break (The Holdovers)
  - Nicolas Cage – Dream Scenario
  - Barry Keoghan – Saltburn
  - Joaquin Phoenix – Beau Is Afraid
  - Jeffrey Wright – American Fiction

#### Meilleure actrice dans un film musical ou une comédie
- Emma Stone – Pauvres Créatures (Poor Things)
  - Fantasia Barrino – La Couleur pourpre (The Color Purple)
  - Alma Pöysti – Les Feuilles mortes
  - Margot Robbie – Barbie
  - Cailee Spaeny – Priscilla

#### Meilleur acteur dans un second rôle
- Mark Ruffalo – Pauvres Créatures (Poor Things)
  - Robert De Niro – Killers of the Flower Moon
  - Robert Downey Jr. – Oppenheimer
  - Ryan Gosling – Barbie
  - Charles Melton – May December
  - Dominic Sessa – Winter Break (The Holdovers)

#### Meilleure actrice dans un second rôle
- Da'Vine Joy Randolph – Winter Break (The Holdovers)
  - Juliette Binoche – La Passion de Dodin Bouffant
  - Emily Blunt – Oppenheimer
  - America Ferrera – Barbie
  - Julianne Moore – May December
  - Rosamund Pike – Saltburn

#### Meilleur scénario original
- Maestro – Bradley Cooper et Josh Singer
  - Anatomie d'une chute – Justine Triet et Arthur Harari
  - Barbie – Greta Gerwig et Noah Baumbach
  - Winter Break (The Holdovers) – David Hemingson
  - May December – Samy Burch
  - Past Lives – Nos vies d'avant

#### Meilleur scénario adapté
- American Fiction – Cord Jefferson
  - All of Us Strangers – Andrew Haigh
  - Killers of the Flower Moon – Eric Roth et Martin Scorsese
  - Oppenheimer – Christopher Nolan
  - Pauvres Créatures (Poor Things) – Tony McNamara
  - La Zone d'intérêt (The Zone of Interest) – Jonathan Glazer

#### Meilleure photographie
- Maestro – Matthew Libatique
  - Ferrari – Erik Messerschmidt
  - Killers of the Flower Moon – Rodrigo Prieto
  - Mission impossible : Dead Reckoning – Fraser Taggart
  - Napoléon – Dariusz Wolski
  - Oppenheimer – Hoyte van Hoytema
  - Saltburn – Linus Sandgren

#### Meilleur montage
- Winter Break (The Holdovers) – Kevin Tent
  - Barbie – Nick Houy
  - Killers of the Flower Moon – Thelma Schoonmaker
  - Maestro – Michelle Tesoro
  - Oppenheimer – Jennifer Lame
  - Pauvres Créatures (Poor Things) – Yorgos Mavropsaridis

#### Meilleure direction artistique
- Barbie – Sarah Greenwood et Katie Spencer
  - Ferrari – Maria Djurkovic et Sophie Phillips
  - Killers of the Flower Moon – Jack Fisk et Adam Willis
  - Maestro – Kevin Thompson et Rena DeAngelo
  - Napoléon – Arthur Max
  - Oppenheimer – Ruth De Jong et Claire Kaufman

#### Meilleurs costumes
- Napoléon – Dave Crossman et Janty Yates
  - Barbie – Jacqueline Durran
  - La Couleur pourpre (The Color Purple) – Francine Jamison-Tanchuck
  - Killers of the Flower Moon – Jacqueline West
  - Oppenheimer – Ellen Mirojnick
  - Pauvres Créatures (Poor Things) – Holly Waddington

#### Meilleur son
- Maestro – Richard King, Steven A. Morrow, Tom Ozanich, Jason Ruder et Dean A. Zupancic
  - American Symphony – Tristan Baylis, Ryan Collison, Tom Paul, Matt Snedecor et William Tzouris
  - Ferrari – Tony Lamberti, Andy Nelson, Lee Orloff et Bernard Weiser
  - Killers of the Flower Moon – Tod A. Maitland, John Pritchett, Philip Stockton et Mark Ulano
  - Napoléon – James Harrison, Paul Massey, William Miller, Oliver Tarney et Rachael Tate
  - Oppenheimer – Willie D. Burton, Richard King, Kevin O'Connell et Gary Rizzo

#### Meilleurs effets visuels
- Mission impossible : Dead Reckoning – Simone Coco, Neil Corbould, Jeff Sutherland et Alex Wuttke
  - The Creator – Jay Cooper, Ian Comley, Neil Corbould et Andrew Roberts
  - Napoléon – Henry Badgett, Simone Coco, Neil Corbould, Charley Henley et Luc-Ewen Martin-Fenouillet
  - Oppenheimer – Dave Drzewiecki, Scott R. Fisher, Andrew Jackson et Giacomo Mineo
  - Spider man : Across the Spider-Verse – Bret St. Clair, Pav Grochola, Alan Hawkins, and Michael Lasker
  - Transformers: Rise of the Beasts – Matt Aitken, Gary Brozenich, Ilya Churinov, Richard Little, Guillaume Murray et J. D. Schwalm

#### Meilleure chanson originale
- "What Was I Made For?" de Barbie – Billie Eilish et Finneas
  - "The Fire Inside" de Flamin' Hot – Diane Warren
  - "I'm Just Ken" de Barbie – Mark Ronson et Andrew Wyatt
  - "It Never Went Away" de American Symphony – Jon Batiste et Dan Wilson
  - "Peaches" de Super Mario Bros., le film – Jack Black, Aaron Horvath, Michael Jelenic, Eric Osmond, et John Spiker
  - "Road to Freedom" de Bayard Rustin (Rustin) – Lenny Kravitz

#### Meilleure musique de film
- American Fiction – Laura Karpman
  - Killers of the Flower Moon – Robbie Robertson
  - Oppenheimer – Ludwig Göransson
  - Pauvres Créatures (Poor Things) – Jerskin Fendrix
  - Le Cercle des neiges – Michael Giacchino
  - Spider-Man: Across the Spider-Verse – Daniel Pemberton

#### Meilleur film en langue étrangère
- La Zone d'intérêt (The Zone of Interest) ( Royaume-Uni)
  - Anatomie d'une chute ( France)
  - Blaga's Lessons ( Bulgarie)
  - Les Feuilles mortes ( Finlande)
  - Moi, capitaine ( Italie)
  - Le Cercle des neiges ( Espagne)
  - La Salle des profs ( Allemagne)

#### Meilleur film documentaire
- Bad Press
  - 20 Jours à Marioupol
  - American Symphony
  - Close to Vermeer
  - Lakota Nation vs. United States
  - Little Richard: I Am Everything
  - Love to Love You, Donna Summer
  - Stamped from the Beginning

### Télévision

#### Meilleure série télévisée dramatique
- The Last Of Us
  - 1923
  - The Crown
  - Godfather of Harlem
  - Succession

#### Meilleure série télévisée musicale ou comique
- Only Murders in the Building
  - Abbott Elementary
  - Barry
  - The Bear
  - Reservation Dogs
  - Ted Lasso

#### Meilleure série télévisée de genre
- Yellowjackets
  - From
  - House of the Dragon
  - The Morning Show
  - Le Pouvoir
  - The White Lotus

#### Meilleure mini-série ou du meilleur téléfilm
- Fargo
  - Toute la lumière que nous ne pouvons voir (All the Light We Cannot See)
  - Acharnés (Beef)
  - Fellow Travelers
  - A Spy Among Friends
  - Tiny Beautiful Things

#### Meilleur acteur dans une série télévisée dramatique ou une série de genre
- Gary Oldman – Slow Horses
  - Brian Cox – Succession
  - Harrison Ford – 1923
  - Pedro Pascal – The Last of Us
  - Jeremy Strong – Succession

#### Meilleure actrice dans une série télévisée dramatique ou une série de genre
- Helen Mirren – 1923
  - Rebecca Ferguson – Silo
  - Melanie Lynskey – Yellowjackets
  - Bella Ramsey – The Last of Us
  - Sarah Snook – Succession
  - Imelda Staunton – The Crown

#### Meilleur acteur dans une série télévisée musicale ou comique
- Jeremy Allen White – The Bear
  - Bill Hader – Barry
  - Steve Martin – Only Murders in the Building
  - Martin Short – Only Murders in the Building
  - Jason Sudeikis – Ted Lasso

#### Meilleure actrice dans une série télévisée musicale ou comique
- Jennifer Coolidge – The White Lotus
  - Rachel Brosnahan – The Marvelous Mrs. Maisel
  - Ayo Edebiri – The Bear
  - Elle Fanning – The Great
  - Selena Gomez – Only Murders in the Building

#### Meilleur acteur dans une mini-série ou un téléfilm
- Guy Pearce – A Spy Among Friends
  - Matt Bomer – Fellow Travelers
  - Jon Hamm – Fargo
  - Damian Lewis – A Spy Among Friends
  - Bill Pullman – Murdaugh Murders: The Movie
  - Steven Yeun – Acharnés (Beef)

#### Meilleure actrice dans une mini-série ou un téléfilm
- Rachel Weisz – Faux-Semblants (Dead Ringers)
  - Kathryn Hahn – Tiny Beautiful Things as Clare Pierce
  - Brie Larson – Lessons in Chemistry as Elizabeth Zott
  - Anna Maxwell Martin – A Spy Among Friends
  - Juno Temple – Fargo
  - Ali Wong – Acharnés (Beef)

#### Meilleur acteur dans un second rôle dans une série, téléfilm ou mini-série
- Jonathan Bailey – Fellow Travelers
  - Khalid Abdalla – The Crown
  - Murray Bartlett – The Last of Us
  - James Cromwell – Succession
  - Jon Gries – The White Lotus
  - Lamar Johnson – The Last of Us

#### Meilleure actrice dans un second rôle dans une série, téléfilm ou mini-série
- Christina Ricci – Yellowjackets
  - Elizabeth Debicki – The Crown
  - J. Smith-Cameron – Succession
  - Meryl Streep – Only Murders in the Building
  - Hannah Waddingham – Ted Lasso
  - Merritt Wever – Tiny Beautiful Things

## Nominations multiples

### Cinéma
- 13 : Oppenheimer
- 12 : Killers of the Flower Moon
- 11 : Barbie
- 8 : Maestro, Pauvres Créatures
- 7 : Winter Break
- 5 : Ferrari, May December, Napoléon
- 4 : American Fiction
- 3 : American Symphony, Anatomie d'une chute, Past Lives – Nos vies d'avant, Saltburn, Spider-Man: Across the Spider-Verse, La Zone d'intérêt
- 2 : All of Us Strangers, La Couleur pourpre,  Dream Scenario, Les Feuilles mortes, Mission impossible : Dead Reckoning, Bayard Rustin, Le Cercle des neiges